# Bananen - skræl den før din nabo
Bananen – skræl den før din nabo er en dansk komediefilm fra 1990 instrueret af Regner Grasten, der også skrev manuskript sammen med Michael Hardinger. Hovedpersonerne spilles af folkene fra Onkel Dum & Bananerne.

## Medvirkende
- Thomas Høg
- Lasse Aagaard Nielsen
- Sune Svanekier
- Jens Korse
- Dick Kaysø
- Ole Ernst
- Brian Patterson
- Torben Zeller
- Claus Bue
- Peter Green Larsen
- Jan Monrad
- Søren Rislund